# Parc de la Serralada Litoral
El Parc de la Serralada Litoral és un parc que protegeix part de la Serralada de Marina i forma part de la Xarxa de Parcs Naturals protegits, promoguts i gestionats per la Diputació de Barcelona. És coordinat des de l'any 1992 per un consorci format per la Diputació de Barcelona, la Generalitat de Catalunya, el Consell Comarcal del Maresme, el Consell Comarcal del Vallès Oriental i els Ajuntaments d'Alella, Argentona, Cabrera de Mar, Cabrils, Martorelles, Montornès del Vallès, Premià de Dalt, La Roca del Vallès, Santa Maria de Martorelles, Teià, Tiana, Vallromanes, Vilanova del Vallès i Vilassar de Dalt. Es regeix pel Pla especial aprovat el 2004.
Després de l'ampliació aprovada pel Govern de la Generalitat el 9 d'abril de 2013 protegeix 7.400 hectàrees, que inclouen part dels termes municipals d'Alella, Argentona, Cabrera de Mar, Cabrils, Martorelles, Montornès del Vallès, Òrrius, Premià de Dalt, La Roca del Vallès, Santa Maria de Martorelles, Teià, Tiana, Vallromanes, Vilanova del Vallès i Vilassar de Dalt. Geogràficament, la zona correspon a l'extrem nord de la Serralada de Marina. L'altitud màxima del parc és el Turó de Céllecs que té 534 metres.

## Geologia i relleu
El procés de formació geològica de la Serralada Litoral Catalana va tenir sis fases i una durada d'uns 570 milions d'anys. El resultat ha estat un dels afloraments granítics més grans dels Països Catalans, el qual s'estén pel Maresme, el massís del Montseny i el massís de les Gavarres. Les 6 fases de formació geològica són les següents:
- Inicis del Paleozoic (fa 570 milions d'anys), en una conca sota el nivell del mar es formen uns dipòsits de diferents materials, principalment d'origen químic (carbonats) i detrítics (argiles i llims), que donaran lloc a pissarres, esquists i roques calcàries.[3]
- Finals del Paleozoic (fa 300 milions d'anys): unes forces compressives van començar a plegar i aixecar aquests materials del fons marí i van formar una cadena muntanyosa que va emergir a la superfície.[3]
- Finalitzat el plegament (fa 280 milions d'anys), es va produir una pujada de material fos (magma àcid) que es refredava abans d'aflorar a la superfície i va originar els granitoides. Aquest fenomen s'anomena intrusió i va originar les roques ígnies. Posteriorment, va pujar més magma per les esquerdes formant les roques filonianes.[3]
- Durant el període Secundari i Terciari, damunt d'aquests materials se'n van anant dipositant altres (calcàries, margues i gresos). Als inicis del Cenozoic (fa 66 milions d'anys), hi va haver una nova etapa compressiva molt més important, ja que originar els Pirineus i els Alps, va elevar de nou la serralada i va produir múltiples esquerdes a les roques ígnies.[3]
- A començaments del Miocè (fa uns 20 milions d'anys), durant una etapa de distensió, l'escorça es va separar, i va provocar l'enfonsament de la zona central (el Vallès). Els dos costats elevats d'aquesta fossa són actualment la Serralada Litoral a la banda est i la Serralada Prelitoral a la banda oest.[3]
- La posterior meteorització dels granitoides i l'erosió del sòl han acabat conformant el relleu actual de la Serralada Litoral, de formes arrodonides i pendents suaus, amb abundància de pedres oscil·lants, torres rocalloses, boles o esferes granítiques, tafones, etc.[3]

La desintegració del granit, a causa de les altes temperatures diürnes i el diòxid de carboni de l'aigua de pluja, produeix el típic sauló, material sorrenc de gra gros i color daurat. L'aigua l'escampa pels camins i rieres fins a arribar al mar, on es formen les platges.

### Turons i miradors

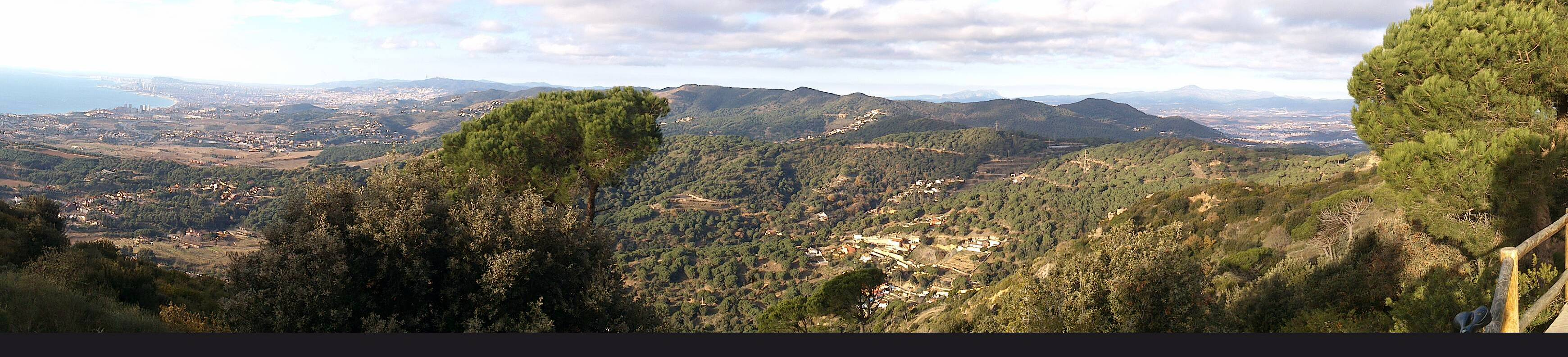
Vista des del Mirador de la Cornisa

Encara que gairebé tota la Serralada Litoral Catalana és en si mateixa un excel·lent mirador, hi ha indrets que mereixen una menció a banda: alguns són miradors amb baranes, bancs i plafons informatius, altres són simplement turons amb bona vista i n'hi ha que són simplement llocs estratègics que donen una perspectiva diferent del paisatge. Un dels atractius de qualsevol turó que no estigui cobert d'arbres és poder contemplar la migració dels ocells quan passen per sobre del Parc (el març i l'abril a la primavera, mentre que a la tardor s'esdevé entre el setembre i el novembre). Hi passen moltes espècies, tant de dia com de nit. El cim més alt del Parc és el Turó Rodó (530 metres msnm) al massís de Céllecs, seguit del Turó de Céllecs (534 m), el de Sant Mateu (466 m), el de Galzeran (484 m), el d'en Cirers (470 m), el de Ca l'Amat (416 m) i el d'en Baldiri (431 m), tots ells excel·lents miradors:
- Mirador de la Cornisa
- Mirador de Céllecs
- Mirador de Nou Pins
- Mirador d'en Pere
- Roca d'en Punsola
- Turó d'en Galzeran
- Turó de l'Infern
- Turó de Lledó
- Turó de Montcabrer
- Turó d'en Cirers
- Turó d'en Baldiri[4]

## Hidrologia
La xarxa hidrològica del Parc no està gaire desenvolupada: hi abunden torrents i rieres, a causa de l'elevació del terreny i la curta distància fins al mar i les planes del Vallès, però la majoria són de cabal estacional. En l'actualitat només hi ha quatre cursos d'aigua més o menys permanents, encara que el seu cabal és minso o gairebé inexistent en temporades de sequera: les rieres de Clarà i de Riudemeia, i els torrents d'en Cuquet i de Sant Bartomeu. Hi ha gran quantitat de fonts al Parc, però, malauradament, la majoria només ragen en temporades de pluja i no tenen garantia de potabilitat.
Les precipitacions no són excessivament abundants, però sí suficients per mantenir un bon nivell d'humitat per a la vegetació. Hi ha un cert dèficit d'humitat durant els mesos de juliol i agost que es compensa, en part, gràcies a la marinada. Aquestes brises, que bufen de mar a muntanya, van carregades d'humitat que es condensa en arribar a una altura determinada i ajuda al sosteniment de les masses vegetals.
L'aigua sempre ha estat un recurs relativament escàs dins del Parc i a les poblacions circumdants, sobretot a les del vessant del Maresme. Tot i el nombre de fonts i torrents existents, el seu cabal era insuficient per al proveïment de la població i els conreus. Abans de la portada d'aigua del Ter, una bona part del subministrament s'obtenia de les mines d'aigua, de les quals encara n'hi ha força en funcionament.
Com a excepció a aquesta escassetat, però de fet ja a la perifèria del Parc, tenim l'aqüífer del Besòs i el de la riera d'Argentona, un dels més importants de la costa catalana. Un tret curiós de la rodalia del Parc és el riu Besòs, que neix al sud de Montmeló a conseqüència de la fusió dels rius Congost i Mogent, i mor al mar després de solament 17,7 km de recorregut.

### Fonts

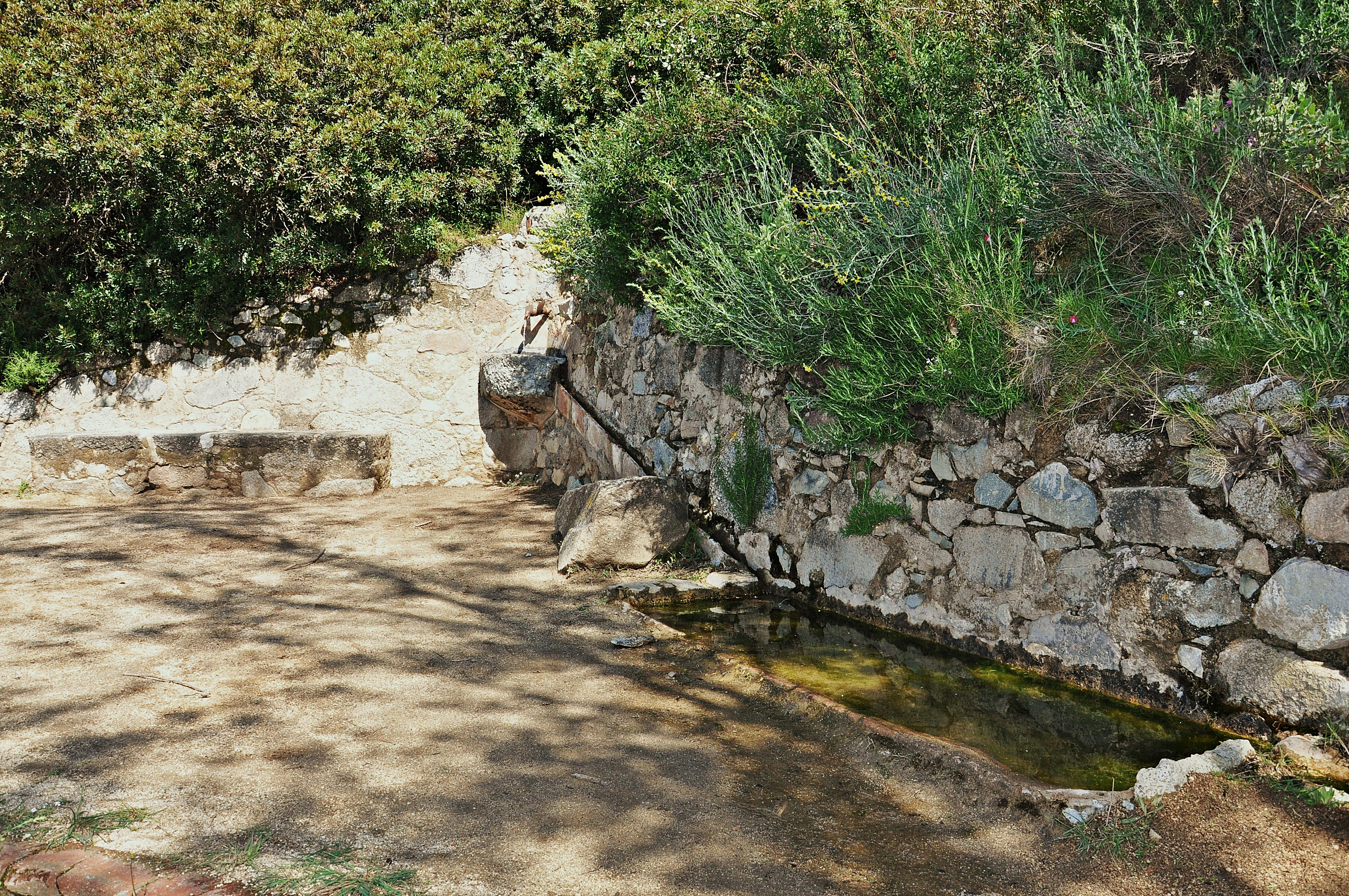
Font de les Perdius

### Mines d'aigua
Durant el segle xviii, la construcció de mines d'aigua va constituir un pas important en la recuperació de la zona. Algunes encara estan en perfecte funcionament, abastint masies i cases de poble. Altres, amb un manteniment de subsistència, donen aigua a fonts i dipòsits per als bombers. Només en el terme de Premià de Dalt n'hi ha unes 50 inventariades i les existents a tot el Parc podrien ésser centenars. Aquestes mines condueixen l'aigua del subsòl a la superfície, que després es canalitza i baixa per gravetat fins al lloc on s'emprarà. Cal, doncs, inicialment trobar un lloc on hi hagi prou aigua. Un sistema és fer pous fins a localitzar-la i després una galeria en suau pendent des de l'aqüífer fins a l'exterior. Un altre és iniciar la galeria a la superfície i endinsar-se a la muntanya en cerca de l'aigua. A causa dels costos de manteniment, l'electrificació que va permetre utilitzar bombes d'extracció i, finalment, l'arribada de l'aigua del Ter, la majoria de mines han quedat abandonades. Algunes de les més importants són aquestes:
- Mina del Vedat
- Mina d'en Botey
- Mines del Serviol
- Mines del Torrent de Can Pau Sires
- Mines d'en Puig[6]

### Pous
- Pou de Can Cabanyes
- Pou de la Font del Ferro de Cabrera[6]

### Basses
De basses, n'hi ha moltes, al Parc (com a mínim, tantes com masies). La seua funció de dipòsit era vital quan l'única aigua de la qual es disposava era la de les fonts i les mines. Avui dia en queden unes quantes que, per una raó o una altra, encara es mereixen una visita. D'altra banda, cal destacar l'existència de nombroses basses de senglars: es tracta de bassals no gaire grans, on només hi ha aigua quan plou, on es banyen els senglars i es rebolquen en el fang per a desparasitar-se. A prop, sempre hi ha un o més arbres, normalment pins de bona mida, arrebossats de fang a la part baixa: ho fan els senglars que, un cop s'han rebolcat a la bassa, van a gratar-se a l'escorça d'aquests arbres per a desprendre's del fang.
- Bassa de Ca l'Argent
- Bassa de Sant Mateu
- Bassa de Senglars de la Creu del Bei
- Bassa de Senglars de les Banyadores
- Bassa de Senglars de Sant Bartomeu
- Basses de Can Maimó
- La Bassasa[6]

### Torrents i rieres
De torrents i rieres n'hi ha molts (com sol passar en els terrenys pendents) i la següent llista només esmenta els que tenen més o menys cabal tot l'any o, com a mínim, mantenen prou humitat per a sustentar bosc i vegetació de ribera. És important no passar pel mig de llurs lleres (especialment amb motos o bicicletes), ja que el bosc de ribera és un dels ecosistemes més fràgils del Parc.
- Riera de Riudemeia
- Torrent de Sant Bartomeu
- Torrent d'en Cuquet[6]

## Vegetació
En condicions normals, la serralada estaria dominada per un clar bosc d'alzinar litoral típic, barrejat amb roures a les valls més encaixades i ombrívols. En els torrents dels vessants vallesanes podríem trobar vernedes, i avellaners en les parts més ombrívoles. En el vessant del Maresme el dèficit d'aigua seria més important i els arbres caducifolis, com els pollancres o els verns, serien més escassos. A les zones més baixes les rieres es tornarien rambles mediterrànies amb pebre silvestre, però en l'actualitat són principalment bardisses. La intensa activitat humana des de temps remots, com l'artigar, el cultiu i el carboneig, ha anat reduint de manera considerable la superfície forestal primigènia i, al mateix temps, ha alterat la composició de les espècies. El bosc de ribera, per exemple, va ser substituït per plantacions artificials d'arbres de creixement ràpid fins que aquestes van deixar de ser rendibles. El paisatge vegetal característic que avui podem observar a la Serralada litoral està dominat per arbres com el pi blanc i el pi pinyer, i els roures al fons de la vall. Malgrat tot, en reductes i zones particulars hi ha una important diversitat que evidencia l'interès botànic de la serralada. Una de les comunitats més rares (però també més genuïnes) de la serralada és la roureda de roure martinenc i africà.
L'alzinar litoral típic, amb marfull i aladern, creix en zones reduïdes de la serralada que han estat poc alterades. En la vessant marítim encara es troben algunes arbredes de surera amb mala herba d'estepes que són reminiscències de les extenses explotacions de suro existents antigament. Els sòls més pobres els ocupen prats secs de tipus sabanoides amb herbassars d'albellatge i fenassars. el catàleg florístic de la zona és bastant ric, tal com ho demostra el fet que s'hagin comptabilitzat (només en l'espai de la Conreria-Sant Mateu-Céllecs) un total de 67 espècies d'algues, 453 de fongs, 140 de líquens, 85 de briòfits (molses i hepàtiques), 17 de pteridòfits (falgueres) i 1.083 de plantes superiors amb flor.
En general, un dels fenòmens que diversifica la flora és una certa influència del clima atlàntic que flueix des del Montseny cap a la costa. Per això, tot i que són poc corrents, trobem grèvols, evònims o aurons negres. A la serralada hi ha 25 espècies que presenten en aquest espai el seu límit meridional de distribució per la península Ibèrica, unes 6 que tenen el seu límit septentrional i unes 32 espècies considerades molt rares en el conjunt de Catalunya i que presenten una reduïda distribució a la serralada. D'aquestes, 5 són endèmiques.

### Arbres singulars
Es consideren arbres singulars tots aquells que destaquen per sobre els de la mateixa espècie (sigui per raons de mida o edat, o perquè tenen una història al darrere). Molts consten als mapes topogràfics de la zona, malgrat que alguns ja no existeixen a causa dels llamps, incendis o ventades, com el Pi d'en Casals, l'Alzina del Mal Temps o dos dels tres àlbers de la Font de Can Gurri.
Uns quants d'aquests arbres més que centenaris s'han salvat de la tala i se n'ha tingut una cura especial pel fet de complir una funció, com per exemple indicar cruïlles de camins, límits de terme municipal o límits de propietat. És el cas de les sureres de Burriac i la Molinera i el Pi de la Creu de Can Boquet. Alguns arbres considerats especials no han tingut aquesta sort, ja que es van tallar de soca-rel per l'ordre de les autoritats eclesiàstiques de no retre culte als arbres i fonts als quals s'atribuïssin propietats curatives per llur sola presència.
Bastants d'aquests arbres estan inclosos en el Decret 47/1988 sobre la declaració d'Arbres d'Interès Comarcal i Local de la Generalitat de Catalunya i d'altres consten en els catàlegs municipals com a arbres d'interès local o com a patrimoni natural del municipi. Tots solen estar protegits. Són aquests:
- Àlber de la Font de Can Gurri
- Alzina de Ca l'Argent
- Alzina de l'Espinal
- Alzina de Sant Mateu
- Cirerer Gros de la Font del Ferro d'Argentona
- Pi Bord d'Alella
- Pi de Can Martí de Dalt
- Pi de Can Poc
- Pi de Can Riudemeia
- Pi de la Creu de Can Boquet
- Pi de l'Espinal
- Pi del Torrent de la Molinera
- Pi i Roure de la Font de la Mansa
- Plàtan de la Font de l'Esquerda
- Roure de les Tres Branques
- Roure del Sot del Turó del Gall
- Surera de Burriac
- Surera de la Molinera
- Xiprer de Sant Bartomeu[8]

## Fauna
La composició faunística de la Serralada Litoral no difereix gaire de la de qualsevol de les serres mediterrànies del voltant. Tot i així, hi ha alguns elements propis d'indrets més humits localitzats. Així ho prova la presència d'ocells com la griva i el pinsà en alguns fons de vall. Val a dir, però, que l'estructura en mosaic que presenta el paisatge de la serralada afavoreix una notable riquesa en comunitats animals. Tanmateix, la ubicació geogràfica de la Serralada Litoral, orientada en paral·lel a la costa, l'ha convertit en un espai de referència per les migracions que efectuen els ocells.
La informació disponible sobre els invertebrats és, sovint, deficitària. Cal assenyalar, però, la detecció a la serralada d'elements singulars com ho palesen l'existència d'espècies noves de lepidòpters o bé d'altres que hi tenen una de les poques localitats conegudes a la península Ibèrica (un escarabat tenebriònid). Al Parc, hi abunda l'arboç i, juntament amb aquest, la papallona de l'arboç (Charaxes jasius). És la papallona més gran de tot Catalunya (de 6 a 7 cm) i un dels insectes més bonics de la serralada. L'eruga, de color verd intens, es nodreix només de les fulles d'aquest arbre.
En l'àmbit dels vertebrats, el coneixement científic és important. El catàleg faunístic el componen 7 espècies d'amfibis; 13 de rèptils, amb algun element notable com la tortuga d'aigua ibèrica; 212 espècies d'ocells, de les quals 89 nidifiquen a la serralada, d'aquestes, 5 són rapinyaires diürnes i 4 nocturnes i, finalment, 23 espècies de mamífers, tot i que un major coneixement dels ratpenats podria incrementar aquesta xifra. Els mamífers són més rars de veure, encara que la seua presència s'evidencia sovint. Les petjades dels senglars en el fang d'algunes fonts o als bassals quan ha plogut són fàcils d'identificar. Detectar les defecacions dels gats mesquers o els brots tendres menjats pels cabirols requereix ja més experiència. Els cabirols (que han entrat recentment al Parc provinents del veí Parc del Montnegre i el Corredor, on han estat introduïts) esquiven sempre la presència humana. Al capvespre o de nit, amb sort, s'hi pot veure alguna guineu que travessa una pista forestal.
Els ambients aquàtics, tot i ser en extensió molt reduïts, acullen un bon nombre d'espècies, especialment d'ocells migradors com el martinet de nit i el martinet blanc, diverses espècies d'ànecs silvestres, la polla pintada europea, el camallargues, la gamba roja i la verda i la valona. Als boscos més ombrívols d'alzina hi nidifiquen l'aligot vesper i l'àliga marcenca, ambdues espècies provinents d'Àfrica. A les brolles i garrigars, els rèptils hi troben el sol que necessiten i hi abunden les sargantanes, el llangardaix, la serp blanca i la serp verda. Els herbassars i conreus comparteixen una bona part dels vertebrats que s'hi localitzen. Els ocells insectívors hi són abundants. Entre aquests, destaquem el còlit ros, el trist, el botxí o el siboc. Entre els ocells granívors més interessants anomenaríem la guatlla, la cotoliu, l'alosa o la titella. El xoriguer empra aquests espais com a talaies per caçar els petits mamífers com la musaranya i el talpó. Els ambients rupícoles, tot i no ser abundants, serveixen de refugi per a espècies de gran interès com el falcó pelegrí, el falcó mostatxut, el xoriguer i el duc.
Només a l'espai la Conreria-Sant Mateu-Céllecs hi ha identificades 8 àrees d'especial interès faunístic que abasta des de zones fluvials, com les planes del riu Mogent, fins a zones forestals, com l'obaga de Sant Mateu.

## Ocupació humana

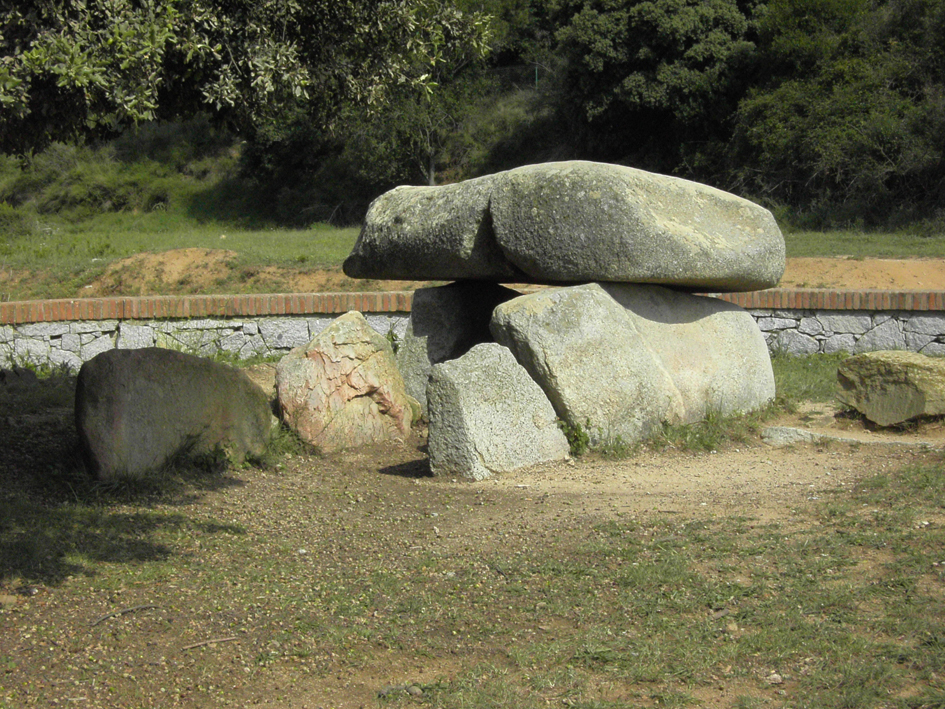
Dolmen de Can Boquet

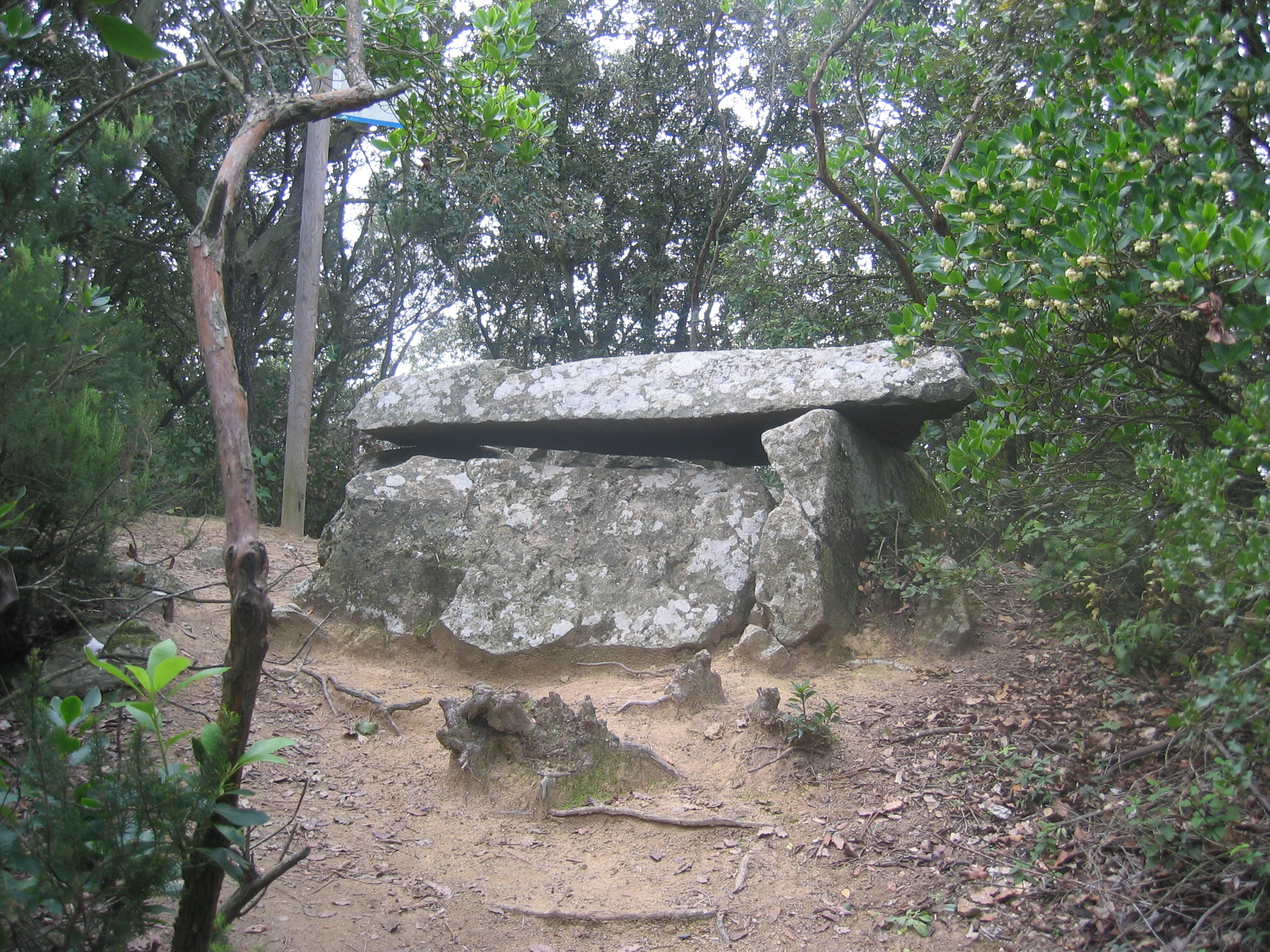
Dolmen de Castellruf

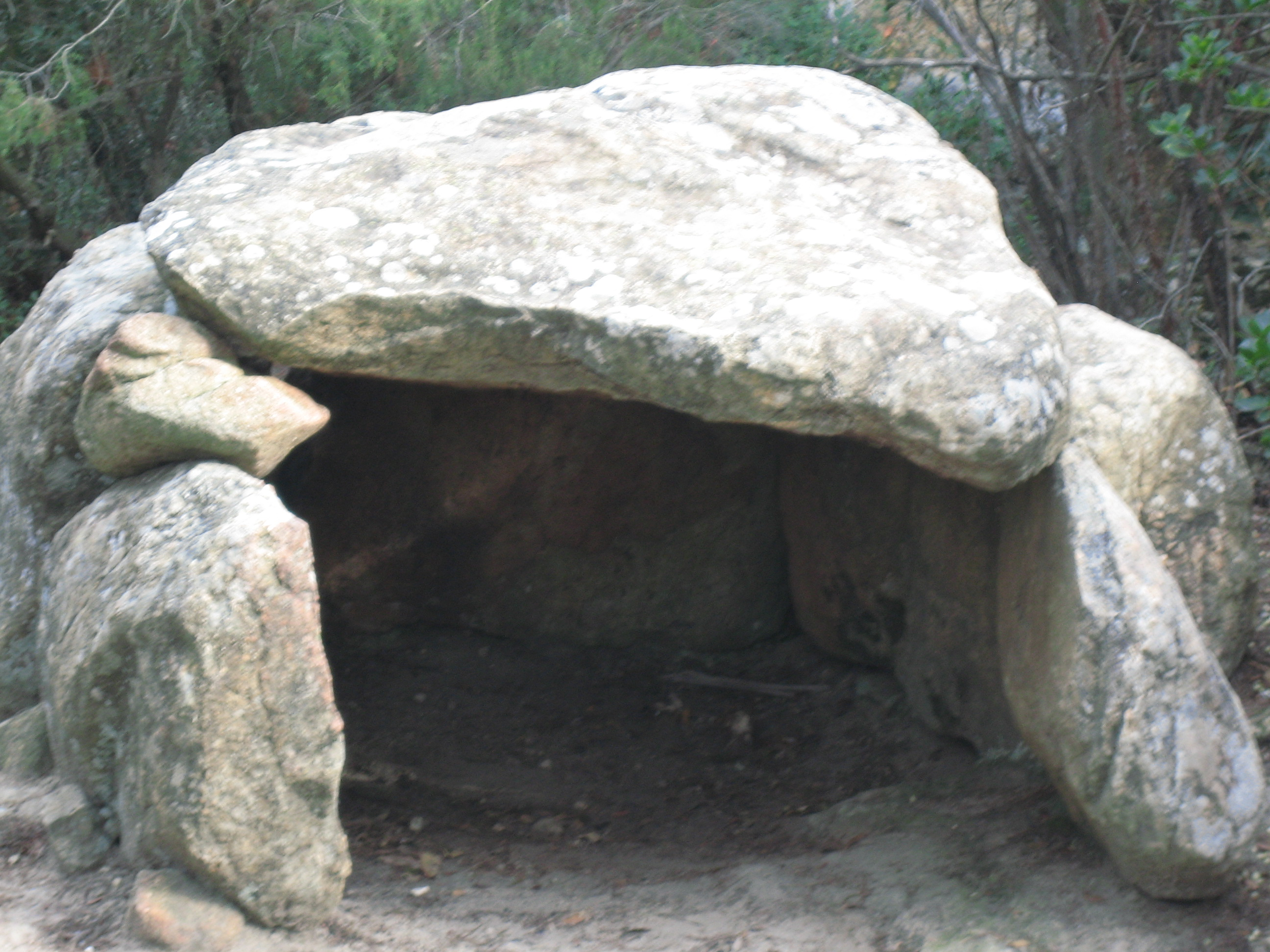
Dolmen de Céllecs

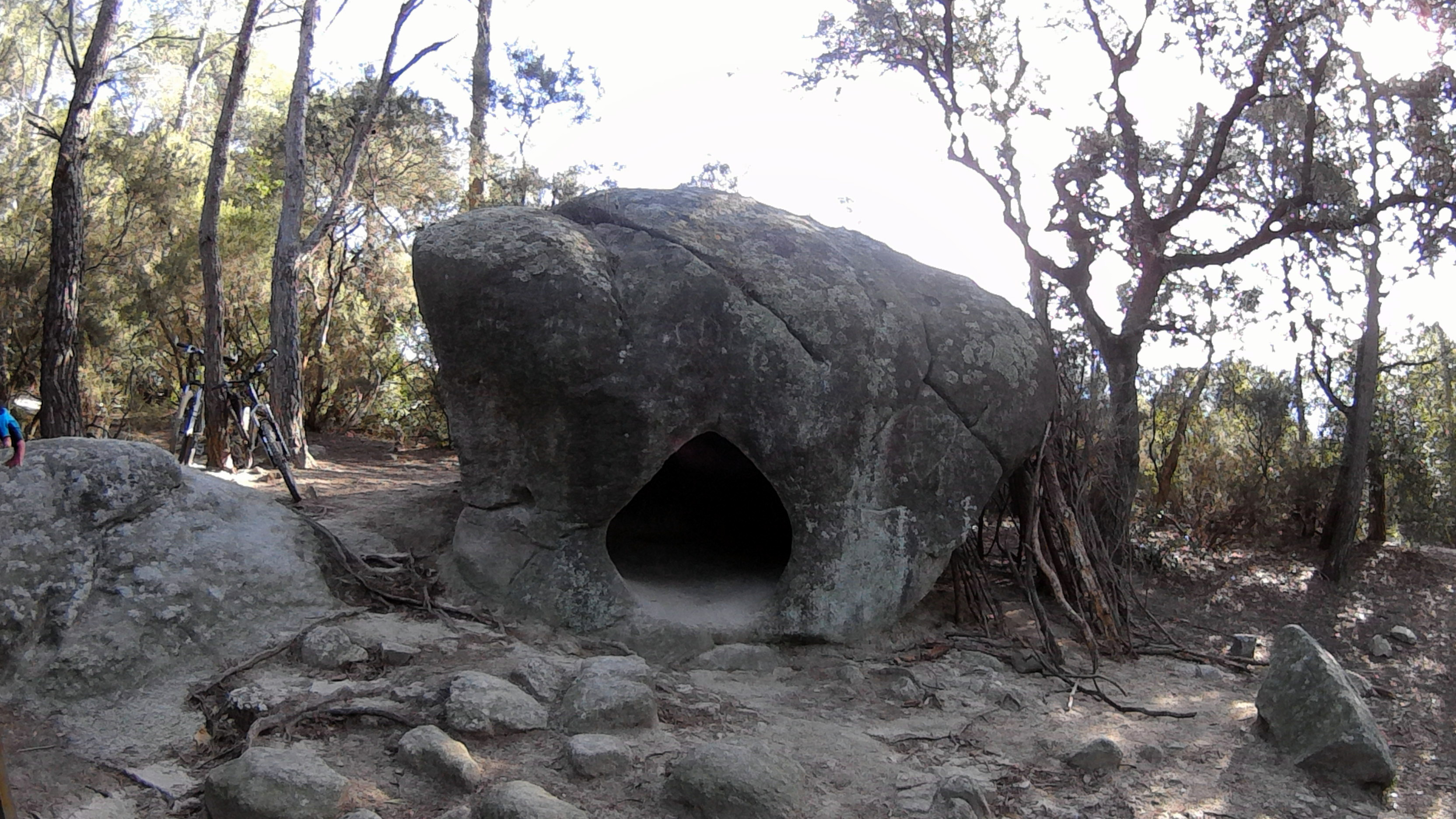
Roca Foradada de Can Gol

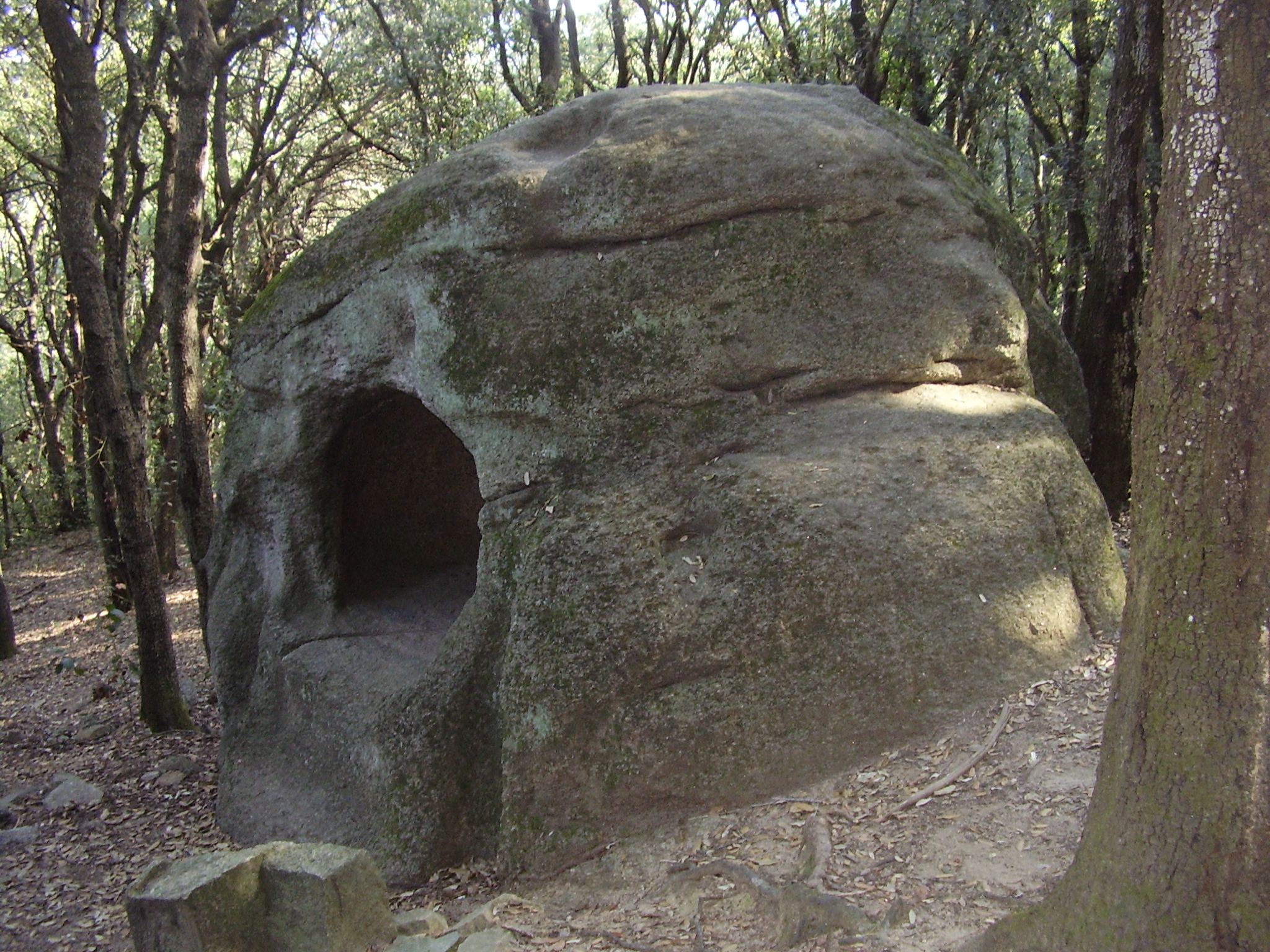
Roca Foradada de Vallromanes

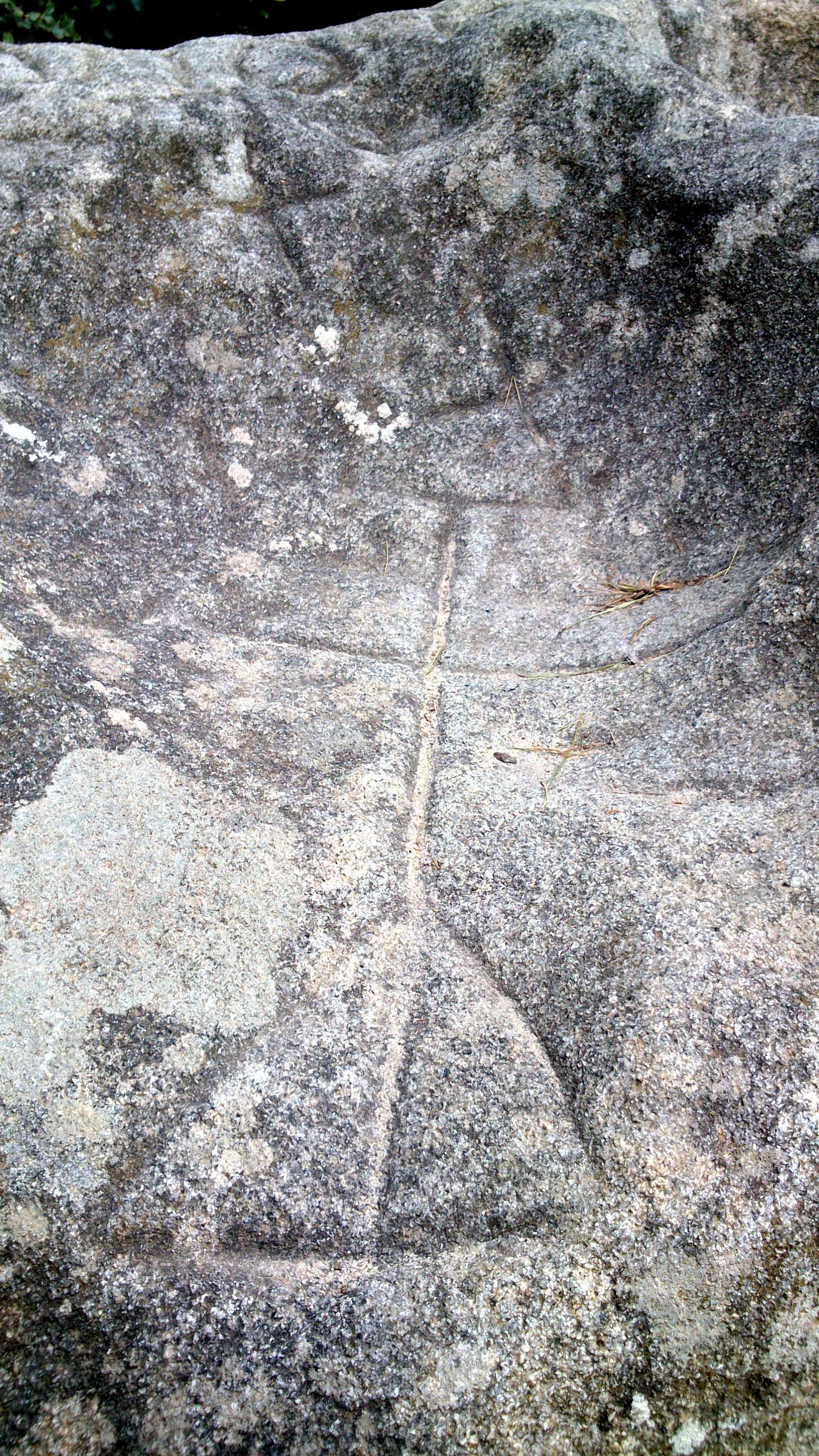
Un dels petròglifs de la Pedra de les Creus

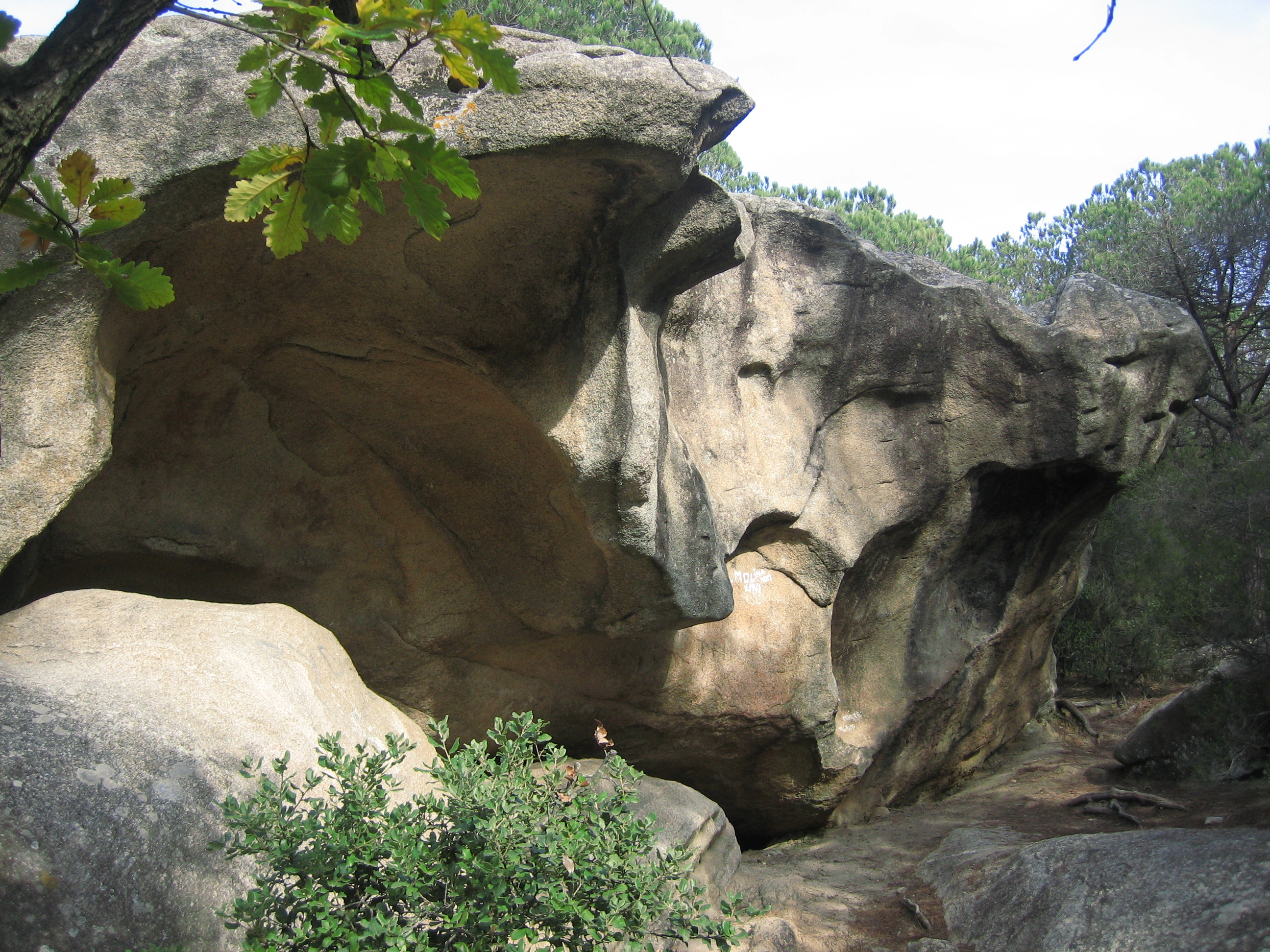
Pedra de les Orenetes

La zona ja era poblada de molt antic (des del Neolític, entre el IV mil·lenni aC i el III mil·lenni aC) i ho proven les abundants construccions funeràries, on destaquen diversos dòlmens, roques foradades i les restes trobades en gran quantitat de jaciments (Cova d'en Pau, Cova d'en Joan, Cova de la Granota, Els Recers, etc.).
Durant l'època ibèrica (segles V a I aC), els laietans van poblar la zona amb una densitat important, i hi van establir nombrosos poblats assentats normalment en els turons (entre els quals destaca el poblat d'Ilturo). Després van arribar els romans al segle ii aC. La pax romana va propiciar l'abandonament dels assentaments dels turons i la constitució d'espais essencialment agrícoles a les planes.
Poques dades hi ha de la transició des de l'època romana fins al segle x. La major part dels pobles actuals es van anar consolidant pels volts d'aquest segle, excepte Vilanova del Vallès, Montgat i el Masnou, que són viles posteriors. A mitjan segle xvi, el cens de les poblacions encara no era gaire important. Durant el segle xvii s'inicia un augment del conreu de la vinya i els cereals. La recerca d'aigua i el seu aprofitament cap al segle xviii suposà un pas essencial per revitalitzar l'agricultura i iniciar la recuperació econòmica i demogràfica de la zona. La vinya, fins a l'arribada de la fil·loxera, va generar una gran prosperitat, potenciada pel comerç amb Amèrica de l'aiguardent produït.
La serralada tornà a ésser un espai important amb l'arribada del tren el segle xix, ja que li va donar l'impuls definitiu, encara que alhora es va iniciar un despoblament progressiu de la muntanya. Tot i això, fins ben passada la postguerra espanyola encara hi havia molta gent que vivia dels recursos de la muntanya. La recol·lecció de pinyes i glans, gavella i bruc, l'ús de diferents fustes i la fabricació de carbó vegetal eren activitats habituals amb les quals vivia força gent.

### Prehistòria
Tenim pocs coneixements sobre com vivien les societats que van habitar la Serralada Litoral durant aquest període. Sabem que ja eren ramaders i agricultors, però encara continuaven caçant i recol·lectant. Probablement vivien en cabanes fetes de materials vegetals, de les quals no han quedat restes i també ho feien en abrigalls naturals allà on hi havia. Del que sí que en tenim restes són dels seus monuments rituals i funeraris (dòlmens i menhirs), roques foradades, i caus i coves habilitats com a hàbitats o espais cerimonials. Són els següents:

#### Dòlmens
A la Serralada Litoral trobem dòlmens de cambra simple, de cista i de galeria catalana (petita i gran). Els túmuls han desaparegut tots i només en queden restes en alguns dòlmens. Els motius d'aquesta desaparició són, per una banda, l'erosió meteorològica i, per altra, les excavacions furtives o poc professionals, en les quals es destruïen per accedir a la cambra amb més comoditat. Sembla que els dòlmens, com la resta de jaciments prehistòrics, ja es van començar a espoliar de molt antic a causa de la creença que hi havia peces valuoses en els aixovars funeraris. A l'edat mitjana sembla que es van aturar aquestes accions (en part perquè es consideraven llocs encantats i en part perquè van anar quedant amagats per la vegetació). A principis del segle xx es reprenen les excavacions, ja amb caire més científic i es comencen a catalogar. Tot i les espoliacions anteriors, en la majoria s'hi ha trobat restes suficients per datar-los i determinar el tipus de cultura dels seus constructors. Els primers arqueòlegs molt més interessants en el contingut que en el continent, no van tindre gaire cura de les estructures. Això podria explicar la desaparició dels túmuls i l'estat deficient en què es troben moltes lloses.
- Dolmen de Can Boquet
- Dolmen de Can Gol I
- Dolmen de Can Gol II
- Dolmen de Can Gurri
- Dolmen de Can Planes
- Dolmen de Castellruf
- Dolmen de Céllecs[12]

#### Menhirs
Cap dels tres menhirs del Parc ha estat estudiat en profunditat per poder afirmar-ne sens dubte el seu origen megalític. Tot i això, es consideren autèntics, ja que així consten a l'inventari arqueològic del Parc. El Menhir de Castellruf és l'únic que no està ubicat ara en el seu lloc original.
- Menhir de Cal Camat
- Menhir de Castellruf
- Menhir de la Pedra del Diable[12]

#### Roques foradades
Aquestes grans roques buidades artificialment per dins són uns megàlits atípics i poc coneguts. No està gens clara la seua funció, però entre les diverses hipòtesis la més plausible és la de monuments funeraris o cambres sepulcrals. Se'n coneixen vuit a tot Catalunya, quatre de les quals estan situades al Parc de la Serralada Litoral:
- Roca Foradada de Can Gol
- Roca Foradada de Can Nadal
- Roca Foradada de Can Planes
- Roca Foradada de Vallromanes[12]

#### Megàlits gravats ambinscultures
Es tracta de megàlits que presenten prou evidències decoratives gravades, sent símbols o cassoletes.
- Pedra Gravada de Parpers
- Pedra de les Olles
- Dolmen de Castellruf
- Menhir de Mollet
- Pedra de les Creus
- Pedra de les Orenetes

#### Caus, coves i amagatalls
A la Serralada Litoral, hi són abundants les agrupacions rocalloses que formen petites cambres, balmes o abrigalls naturals. Aquests indrets han estat aprofitats com a hàbitats, llocs d'enterrament o espais cerimonials. En aquesta secció se n'exposen uns quants que tenen un bon interès arqueològic i alhora són fàcils de localitzar i visitar. Cal dir que cap d'ells està museïtzat i, tret d'alguna estaca informativa, només s'hi poden veure les pedres que constitueixen el continent.
- Cambra Megalítica de Can Nadal
- Cau del Dimoni
- Cova de la Granota
- Cau de les Formigues
- Cova del Pont
- Cova d'en Joan
- Cova d'en Pau
- Cova dels Tres Cercles
- Els Recers
- Pedra de l'Escorpí
- Pedra d'en Muneret
- Pedra de les Olles
- Roca del Cavall
- Roca Llobatera
- Rocs d'en Sardinyà
- Pedra de les Creus
- Pedra de les Orenetes
- Pedra Gravada del Turó dels Castellans
- Plat de Molí[12]

Esment apart el Cromlec de Pins Rosers.

### Els ibers
A partir del segle v aC es comencen a consolidar tot un seguit de poblats ibers laietans a tota la Serralada Litoral. En els terrenys pendents (com són els del Parc de la Serralada Litoral), el sistema constructiu dels ibers consistia a fer primer un mur llarg i més o menys rectilini, que feia de paret de fons dels habitatges i, alhora, de contenció de les terres més altes. Per a bastir aquests murs mestres es buscava la roca mare com a fonament i s'emprava l'argila per a fermar els carreus. Després s'hi afegien parets perpendiculars més curtes per delimitar els habitatges, parets que podien ésser totalment de pedra o amb el sòcol de pedra i la resta de tovot. La coberta final era vegetal. Malauradament, i a hores d'ara, no es pot gaudir plenament de tot allò que els ibers van deixar dins del Parc: en uns casos, la urbanització ha destruït en grau més o menys alt els jaciments arqueològics i, en altres, han quedat dins de propietats privades. A més, la manca d'interès i de dedicació de recursos per part de les diferents administracions fa que encara hi hagi molt a fer en la majoria dels següents assentaments:
- Cova de les Encantades
- Poblat de Burriac
- Poblat del Turó de Can Santpere
- Poblat del Turó de Céllecs
- Poblat de la Cadira del Bisbe
- Poblat del Turó Cremat
- Poblat del Turó de Castellruf
- Poblat del Turó de Sant Miquel
- Sitja del Repetidor de Montcabrer
- Torre del Turó dels Dos Pins[17]

### Els romans
La romanització d'aquestes terres va començar el segle ii aC: la pax romana i la seua organització social van fer que progressivament s'abandonessin els poblats de muntanya i es migrés cap a les planes: tant a la costa (el Maresme) com a la vall interior (el Vallès). Els romans establiren llurs vil·les en les esmentades planes, ja que era més còmode viure, conrear i comerciar. Com que el Parc només abasta terreny de muntanya, dins dels seus límits hi ha poques restes romanes en contrast amb l'abundància que n'hi ha a la rodalia (tant al llarg de la Via Augusta al Vallès com a la franja costanera del Maresme). Els romans van traçar gran quantitat de camins i vies per a controlar el territori i facilitar el comerç: la calçada i el pont de Parpers en són els més importants del Parc. No obstant això, s'han fet una bona quantitat de troballes de material en superfície no acompanyades d'estructures arquitectòniques importants. Bàsicament, es tracta de ceràmica romana corresponent a assentaments rurals de tipus agrícola o punts militars com els següents:
- Fortí Romà de Burriac
- Pont de la Calçada de Parpers
- Via Sèrgia[18]

## Arquitectura

### Arquitectura civil
El Parc és força humanitzat, amb masies en actiu com a explotacions agrícoles i altres de residencials. Aquest apartat descriu una sèrie de construccions (de més o menys complexitat) que tenen un cert interès i que, la majoria d'elles, es poden visitar sense problemes.
- Can Gurguí
- Forn de Can Boquet
- Forn de Parpers
- Forn del Turó del Bon Jesús
- Forns de Can Blanc
- Molí de Can Cuquet
- Molí de Can Tarascó
- Pou de Glaç de Can Maimó
- Refugi de la Ferreria del Vedat
- Torre Medieval de Parpers[19]

### Arquitectura religiosa

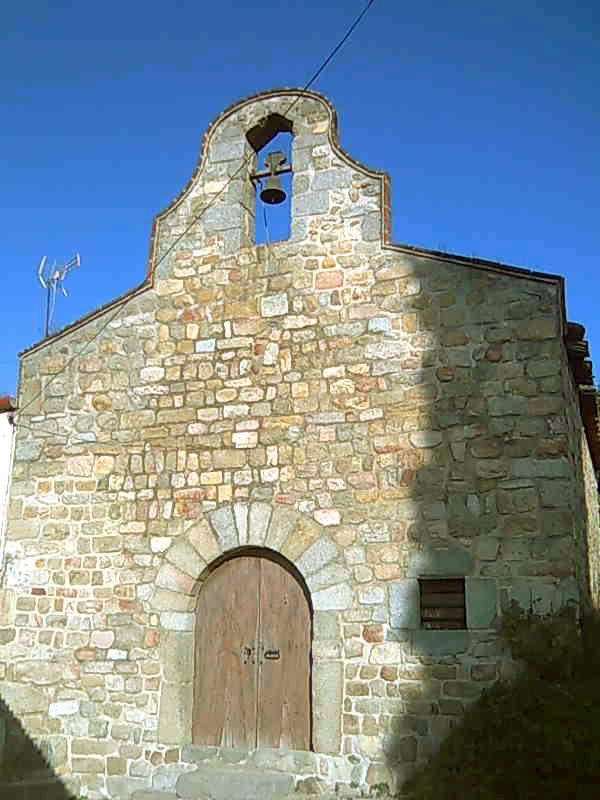
Façana de l'ermita de Sant Bartomeu de Cabanyes

Dins del Parc hi ha vuit construccions de caràcter religiós, però de tres d'elles en queda ben poca cosa (les dues capelles de Sant Miquel i el monestir de Sant Pere del Bosc). Es podria considerar Can Gurguí com la novena construcció, ja que hi ha indicis que la masia havia estat un convent. Totes les ermites que resten senceres normalment estan tancades i no es poden veure per dins si no es fan les gestions corresponents.
- Capella de Sant Miquel de Castellruf
- Capella de Sant Miquel de la Roca del Vallès
- Ermita de Sant Bartomeu de Cabanyes
- Ermita de Sant Mateu del Bosc
- Ermita de Sant Pere de Clarà
- Ermita de Sant Salvador
- Ermita de Santa Maria de Malanyanes
- Monestir de Sant Pere del Bosc[19]

### Els castells
Dins del Parc només n'hi ha tres, un dels quals hom podria dir que pràcticament és virtual, ja que les restes que en queden són molt minses. A la rodalia, però, en tenim dos més (Vilassar de Dalt i el de la Roca del Vallès), però estan habitats i de propietat privada (ara per ara no es poden visitar). Estan protegits per la legislació del Patrimoni Cultural Català i gaudeixen de la condició de bé cultural d'interès nacional.
- Castell de Burriac
- Castell de Castellruf
- Castell de Sant Miquel[19]

### Les barraques de vinya
Un element abundant al Parc són les barraques de vinya o de pagès. Presenten una factura molt variada, però sempre intenten aprofitar elements natural per a obtindre el màxim servei amb el mínim esforç. Així doncs, en tenim d'excavades al sauló en un marge del terreny i altres que aprofiten coves o abrigalls naturals. També tenim construccions d'obra, normalment senzilles i funcionals (tret d'alguna excepció, com ara la Casa del Moro). Una característica d'aquestes barraques és l'habitual presència d'una figuera molt a prop, la qual servia per a fer ombra i alhora proveir de fruita al pagès.
- Barraca de Vinya del Mas Coll I
- Barraca de Vinya del Mas Coll II
- Casa del Moro
- Cau de la Guineu[19]

## Altres singularitats

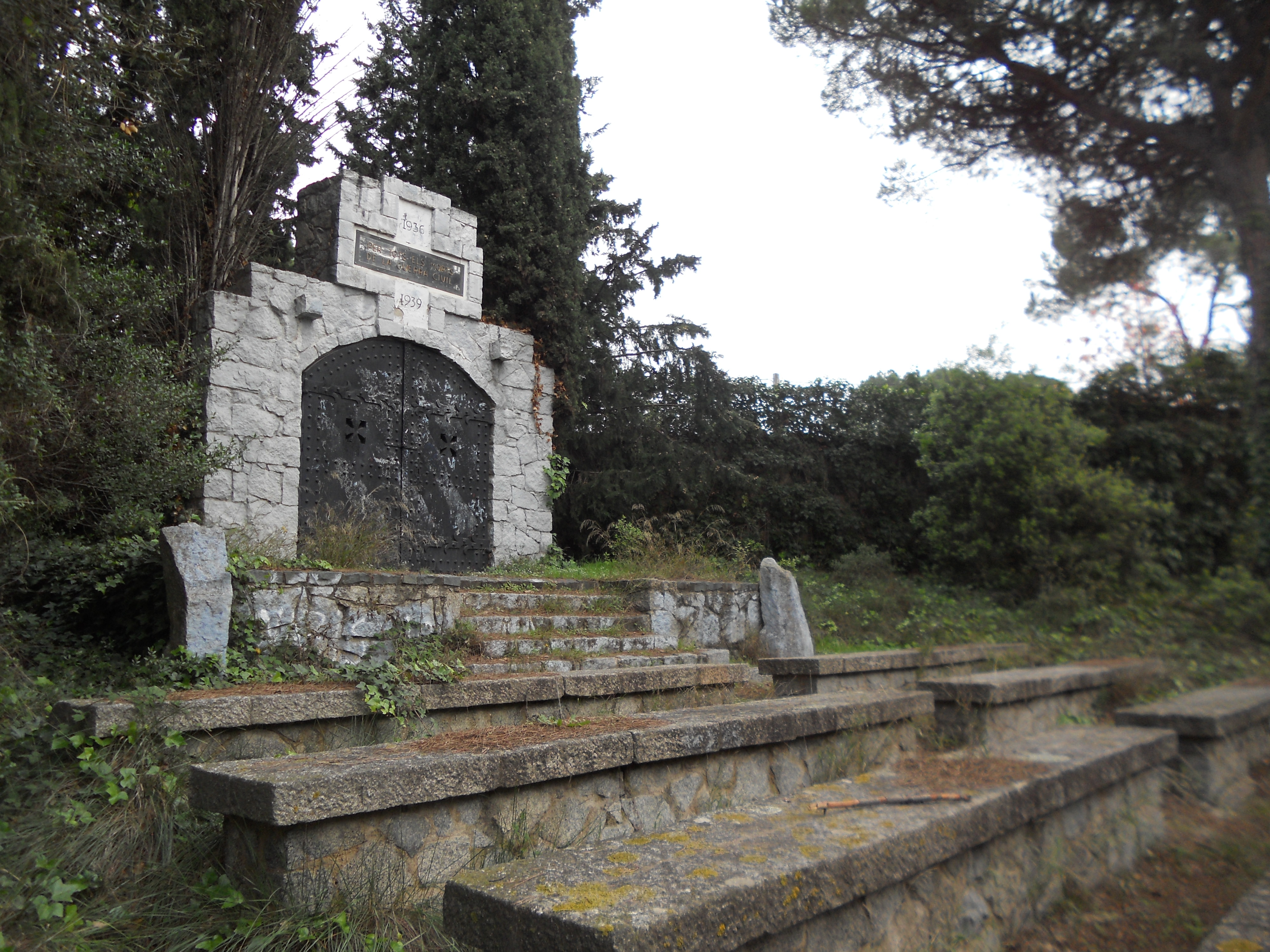
Capella del Coll de Parpers

Hi ha elements del Parc que, per llurs característiques, no tenen cabuda en els capítols precedents. Tot i això, alguns són importants, altres interessants i tots plegats, com a mínim, curiosos de conèixer. Són els següents:
- Capella del Coll de Parpers
- Capelleta del Coll de Can Gurguí
- Creu del Bei
- Dolmen Fals de Can Maimó
- Fita Cartoixana I
- Fites Cartoixanes II-III
- Monòlit del Coll de Burriac
- Necròpoli Medieval de Can Boquet
- Pedra de la Cabra
- Pedra de l'Elefant, l'Indi i el Moai
- Pedra del Llamp
- Pedrera del Tercio
- Roca de les Tres Cassoletes
- Roca del Dinosaure
- Roca d'en Riera
- Sagrat Cor de Teià[20]

### Roques d'escalada
La configuració granítica d'aquesta serra permet la pràctica de l'escalada en molts dels seus indrets. No hi ha grans parets, però la facilitat d'accés fa que sigui un bon lloc per aprendre i entrenar-se per reptes de més dificultat. Aquests són els llocs més coneguts (encara que n'hi ha molts més), els quals estan equipats amb clavilles i plaquetes:
- Roca de l'Andreu
- Roca del Contravent
- Roques de Céllecs
- Roques de l'Ignasi i Cau de la Guineu
- Roques Noves[20]